# Kampli
Kampli (en canarés: ಕಂಪ್ಲಿ ) es una ciudad de la India en el distrito de Bellary, estado de Karnataka.

## Geografía
Se encuentra a una altitud de 414 m s. n. m. a 356 km de la capital estatal, Bangalore, en la zona horaria UTC +5:30.

## Demografía
Según estimación 2011 contaba con una población de 37 950 habitantes.